# Necrophobic (banda)

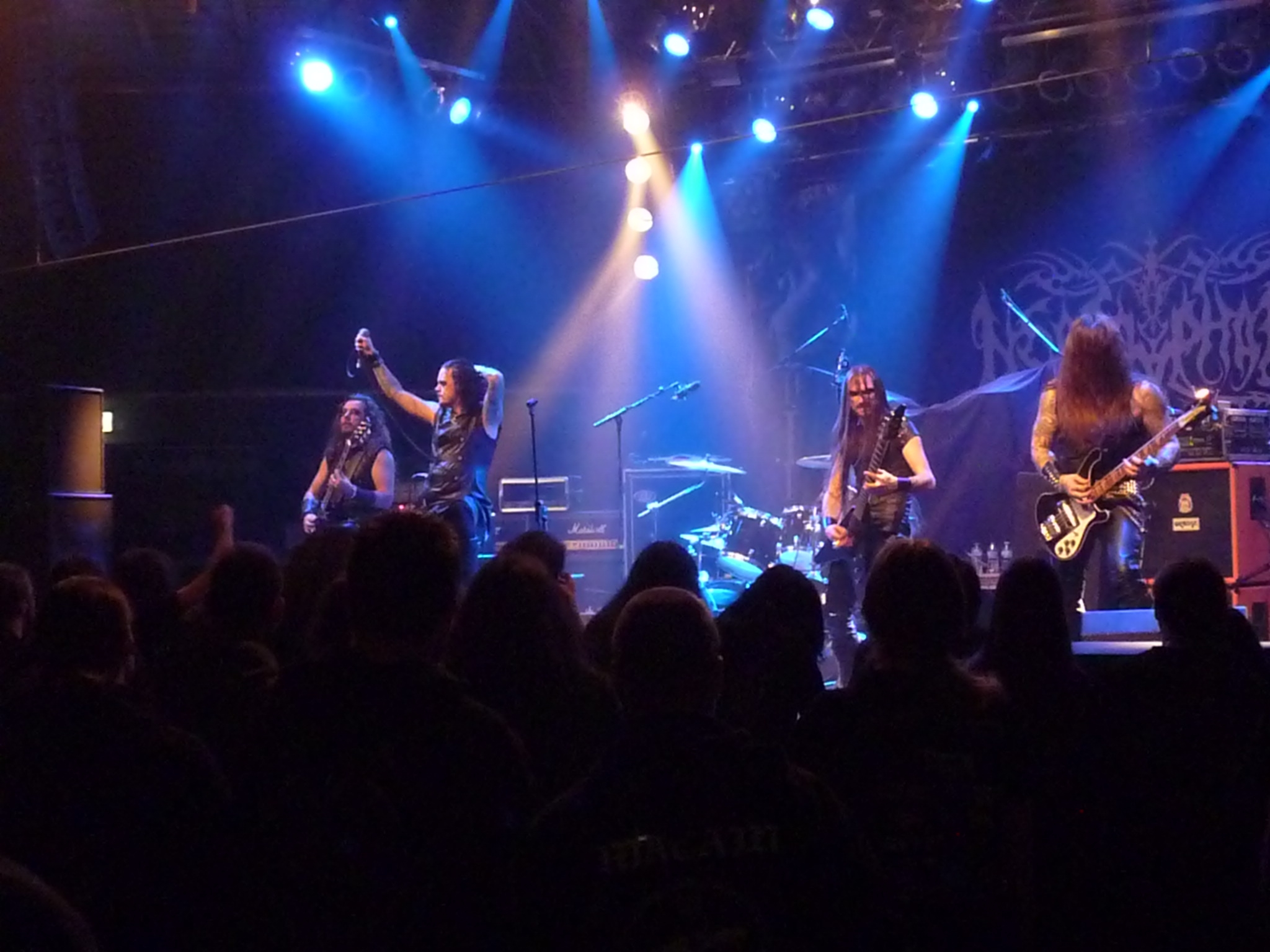
Concierto de la banda Necrophobic en Garage Saarbrücken

Necrophobic es una banda sueca de blackened death metal.

## Historia
La banda fue formada en 1989 por el baterista Joakim Sterner y el ahora fallecido guitarrista David Parland . Se cree que la banda tomó su nombre de una canción de Slayer del álbum fundamental de 1986 Reign in Blood . La pareja tocó con una formación de músicos de "puerta giratoria" hasta la incorporación permanente del bajista Tobias Sidegård. Esta adición ocurrió antes de grabar su sencillo debut de 7 pulgadas, The Call, a principios de 1992. Con esta formación y la incorporación de Anders Strokirk en la voz, quien reemplazó a Stefan Harrvik (que había cantado en la demo de Unholy Prophecies y en el EP de 7 pulgadas The Call ), la banda ingresó a Sunlight Studio en marzo de 1993 y grabó su álbum debut The Nocturnal Silence. . La banda había trabajado anteriormente con el sello y tienda Wild Rags para sus sencillos.

Tras la incorporación del segundo guitarrista Martin Halfdahn, Necrophobic lanzó una obra extendida de cuatro canciones, Spawned by Evil, en 1996. Este fue un adelanto del lanzamiento completo, Darkside, que salió más tarde ese mismo año. Este álbum contó con una aparición especial de Jon Nödtveidt de Dissection en la canción Nailing the Holy One . The Third Antichrist fue lanzado en el otoño de 2000 a través de Black Mark Production . Un cambio a Hammerheart Records llevó a Bloodhymns . En 2006, Necrophobic lanzó Hrimthursum en Regain Records/Candlelight USA, y Death to All se publicó en mayo de 2009 y ganó el título de "Álbum del mes" en la revista web Metallian.com . Este álbum fue el segundo álbum de la banda para Regain Records . Necrophobic también lanzó Satanic Blasphemies en Regain Records, que es una recopilación de su material inicial. Se presentan las demostraciones de Slow Asphyxiation y Unholy Prophecies, así como el EP The Call de 7 pulgadas. La banda anunció el lanzamiento de su nuevo álbum Womb of Lilithu, que se lanzó el 25 de octubre de 2013 en Europa y el 29 de octubre de 2013 en Estados Unidos. En julio de 2020, la banda anunció el lanzamiento de su álbum Dawn of the Damned el

## Integrantes de la banda
Miembros actuales
- Joakim Sterner - batería (1989-presente)
- Anders Strokirk - voz (1993-1994, 2014-presente)
- Sebastian Ramstedt - guitarra (1996-2011, 2016-presente)
- Johan Bergebäck - guitarra (2001-2011, 2016-presente)
- Tobias Cristiansson - bajo (2022-presente)

Miembros anteriores
- David Parland - guitarra (1989-1996; fallecido en 2013)
- Stefan Zander - bajo, voz (1989-1990)
- Stefan Harrvik - bajo (1990-1991), voz (1990-1993)
- Tobias Sidegård - bajo (1991-2007), voz (1994-2013), guitarra (2011-2013)
- Martín Halfdan - guitarra (1994-2000)
- Fredrik Folkare - guitarra (2011-2016)
- Alex Friberg - bajo (2008-2019)

## Discografía

### Álbumes
- El silencio nocturno (1993)
- Lado oscuro (1997)
- El tercer anticristo (1999)
- Himnos de sangre (2002)
- Hrimthursum (2006)
- Muerte a todos (2009)
- Útero de Lilithu (2013)
- La marca del necrograma (2018)
- El amanecer de los condenados (2020)

### EP
- La llamada (1993)
- Engendrado por el mal (1996)
- Gira EP 2003 (2003)

### Población
- Asfixia lenta (1990) en Witchhunt Records: cree en la iglesia y agoniza
- Represalias (1990) en Witchhunt Records: cree en la iglesia y agoniza
- Profecías impías (1991)

### Otro
- Blasfemias satánicas - Recopilación (2008)
- Blasfemias satánicas - Caja (2008)
- Profecías satánicas - Caja remasterizada (2018)